# Mamoudou Ibra Kane
Pour les articles homonymes, voir Kane.
Mamoudou Ibra Kane, né en 1969, est un journaliste et écrivain sénégalais.

## Biographie
Kane travaille dans les rédactions de RTS et de Walf FM.
Il entre ensuite dans le groupe Futurs Médias de Youssou N'Dour, et prend la direction de TFM sur laquelle il présente l’émission « L’Incontournable ».
Lorsque Youssou N'Dour est nommé ministre de la Culture, il démissionne du poste de directeur général du groupe au profit de Kane. Il quittera ensuite le Groupe Futur Média pour créer son propre groupe de presse, E-Media Invest.

### Parcours politique
Aujourd’hui, Mamoudou Ibra Kane s’engage dans le monde politique avec son mouvement « Demain, c’est maintenant » (DCM) et se présente à l'élection présidentielle de 2024,.

## Ouvrages
- Mamadou Ndiaye et Mamadou Ibra Kane, Habib Thiam: l'homme d'état, L'Harmattan, coll. « Collection "Sociétés africaines et diaspora" », 2009 (ISBN 978-2-296-10685-7, OCLC 503242162, lire en ligne)
- (avec Mamadou Ndiaye) Habib Thiam, l'homme d'État, 2010.
- (avec El Hadj Kassé) Mamoudou Touré, un Africain au cœur de l’économie mondiale, Harmattan-Sénégal, 2012.
- Hamidou Kassé et Mamoudou Ibra Kane, Mamoudou Touré: un Africain au coeur de l'économie mondiale, l'Harmattan Sénégal, coll. « Mémoires & biographies », 2012 (ISBN 978-2-296-99415-7).
- Mamoudou Ibra Kane, Le Sénégal et Mandela: le grand secret = Senegal and Mandela: the great secret, Les Éditions Feu de brousse, 2020 (ISBN 978-2-911673-93-1, OCLC on1262692568, lire en ligne)
- Mamadou Ndiaye et Mamoudou Ibra Kane, Habib Thiam: l'homme d'État, l'Harmattan, coll. « Sociétés africaines et diaspora », 2009 (ISBN 978-2-296-10685-7)